# Matt Emmons
Matthew D. Emmons (5. travnja 1981.) američki je športaš, nastupa u streljačkim disciplinama MK puška 50 m i puška tri pozicije 50 m.

## Životopis
Emmons je oženjen za češku olimpijsku prvakinju u streljaštvu Kateřinu Kůrkovu. Njegova kći Julia je rođena 2009. godine.
Godine 2010. je Emmonsu dijagnosticiran rak štitnjače.